# Clara Centinaro
Clara Centinaro, pseudonimo di Chiarina Moglia (Bedonia, 1914 – Roma, 1994), è stata una stilista italiana.

## Biografia
È considerata la pioniera della moda italiana, tra le prime a portare il made in Italy nel mondo. 
All'età di vent’anni arriva a Roma dal suo paese natale e inizia a lavorare presso importanti atelier. Il suo lavoro e il suo nome sono cresciuti di pari passo con il nome e il prestigio che la moda italiana ha conquistato nel mondo.
Le sue clienti evidenziano la sua fama mondiale. Tra le più importanti vi erano Evita Perón, mogli di ambasciatori, mogli di alcuni uomini di governo come Gronchi, Mattarella, Pella, Fanfani, molte esponenti dell’aristocrazia come la principessa Borghese, le principesse Odescalchi, la principessa Ruffo di Calabria, Donatella Pecci Blunt e la contessa Marta Marzotto. Spesso si sono rivolte a lei esponenti della Corte del Belgio, tra cui Paola di Liegi e la figlia Astrid.
Nel 1952 partecipa alle sfilate della Sala Bianca di Palazzo Pitti a Firenze. I più prestigiosi giornali di moda ne hanno sempre ampiamente illustrato l’attività e l’importanza, riportando puntualmente, e in tutto il mondo, la cronaca delle sue collezioni. Nel 1970 le viene conferito il titolo di Cavaliere della Repubblica dal presidente Giuseppe Saragat; nel 1986 il presidente Francesco Cossiga le conferisce il titolo di Ufficiale, e nel 1992 quello di Commendatore, a riconoscimento del suo operato. 
L’ultima esperienza di lavoro per Clara Centinaro è la preparazione dei costumi per il balletto Il Lago dei Cigni, nel cartellone del Teatro dell’Opera di Roma nella stagione 1990-91.
Muore a Roma nel 1994.

## Archivio
Il fondo Clara Centinaro è conservato dalla società Luca Litrico Landmark srl, che ha rilevato l'atelier negli anni Novanta. L'archivio comprende articoli di giornale, bozzetti e figurini, fotografie e campagne pubblicitarie, abiti e campionari di tessuti.